# Oliver Schütte
Oliver Schütte (geb. 1960) ist ein deutscher Drehbuchautor, Dramaturg und Publizist.

## Leben
Schütte ist in Hamburg aufgewachsen. Er arbeitet seit 1986 als Autor für Film und Fernsehen und seit 1990 als Dramaturg. Für sein erstes Drehbuch Koan erhielt er 1988 den Deutschen Drehbuchpreis. 1995 gründete er die Master School Drehbuch, eine Initiative zur Weiterbildung im Bereich Drehbuch, die er bis 2008 leitete. Er war Mitbegründer der Drehbuch- und Entwicklungsagentur Script House und Initiator und künstlerischer Direktor des Scriptforum, der deutschen Drehbuch- und Stoffentwicklungskonferenz, die in den Jahren 1999 bis 2005 in Berlin stattfand. Er hält Seminare im In- und Ausland und unterrichtet seit 1998 an der Filmakademie Baden-Württemberg. 
Schütte ist Autor der Sachbücher Die Kunst des Drehbuchlesens und Schau mir in die Augen, Kleines. Seit 2008 ist er Redakteur des Podcasts vom Verband Deutscher Drehbuchautoren Stichwort Drehbuch. Im Jahr 2013 gründete er zusammen mit Katrin Renz und Stefan Jäger die tellfilm Deutschland Filmproduktion. Im Jahr 2015 erschien sein erster Roman Die Rote Burg. Vier Jahre später folgte sein Krimi-Roman Tödliche Spur. 2019 veröffentlichte er sein Buch Die Netflix-Revolution: Wie Streaming unser Leben verändert. 2022 brachte er sein Lehrbuch Die Kunst der Drehbuch-Entwicklung heraus.  
Oliver Schütte ist Gründungsmitglied der Deutschen Filmakademie. 

## Veröffentlichungen
- Die Netflix-Revolution. Wie Streaming unser Leben verändert, Midas, Zürich 2019, ISBN 978-3-03876-525-7.